# Muladhara
Muladhara je prva glavna čakra, predstavlja korijen iliti temelj cijelog energetskog sustava u čovjeka, prema tradiciji joge i hinduizma

## Opis
Muladhara je smještene kod trtične kosti, između međice i anusa. U tijelu utječe na debelo crijevo, anus, kosti, noge i stopala. Povezana je s nadbubrežnom žlijezdom koja međuostalim luči i adrenalin – «hormon stresa»
Muladhara preuzima i pretvara energiju iz zemlje i prirode i opskrbljuje ostale čakre.
U temeljnoj čakri se nalazi i temelj kundalini shakti, potencijalne energije koja ako je aktivira, uzdiže tijelom poput zmije i tako doprinosi stanjima viših duhovnih «razina».
Muladhara je i temelj za tri glavna energetska kanala – «nadiji» koji se uzdižu od nje, a to su Ida, Pingala i Sushumna.
Pravilan rad, odnosno nesmetano strujanje energije kroz Muladhara čakru čovjeku pruža osnove za život, sigurnost, blagostanje, ispunjenost i unutrašnju snagu.
Poremećaji prve čakre očituju se kao slabost, depresija, strahovi, nedostatak samopouzdanja a na fizičkom planu to mogu biti oboljenja probavnog sustava, išijas, problemi s bubrezima i mjehurom, poremećaj krvnog tlaka… A prekomjerna aktivnost korijenske čakre može dovesti do egoizma, egzistencijalnog straha, tromosti.

## Simbolizam
Muladhara čakra povezana je sa sljedećim elementima:
- Bogovi: Brahma i Dakini
- Element: zemlja
- Boja: crvena
- Mantra: LAM
- Životinje: slon, bik, vol
- Dijelovi tijela: anus, nos, debelo crijevo, noge, stopala, kosti, trtična kost
- Simbol: četverokut

## Vježbe
U jogi postoje razne vježbe kojima se može pobuditi i uravnotežiti energija u prvoj čakri. Za to su korisne neke asane poput Garudasana, Shashankasana, i Siddhasana. Korisne su i neke vježbe disanja iz pranayama joge, kao i mula bandha.
Opće preporuke su postati tjelesno aktivinijim, više obratiti pozornost na sebe i postati svjestan svoga tijela, biti više u kontaktu s crvenim predmetima. 
U meditacijama koristiti mantru LAM.

## Druge usporedbe
Muladhara zapravo posjeduje velike mentalne, fizičke i duhovne potencijale koji čekaju da se ispune. Tako se muladhara poistovjećuje s ljudskom DNK, slično kao kundalini koji "čuči" u muladhari i čeka da se pobudi.
DNK je u ljudskom organizmu glavni "mozak" koji određuje kako će se naše tijelo razvijati, sve naredbe dolaze od DNK. A na isti način djeluje i Muladhara.

## Alternativna imena
- Tantra: Adhara, Brahma Padma, Bhumi Chakra, Chaturdala, Chatuhpatra, Muladhara, Mooladhara, Mula Chakra, Mula Padma
- Vede: Adhara, Brahma, Muladhara, Mulakanda

## Vanjske poveznice
- Muladhara čakra na adishakti.org
- Muladhara čakra - položaj  Arhivirana inačica izvorne stranice od 24. rujna 2007. (Wayback Machine)
- Muladhara čakra na Kheper.net  Arhivirana inačica izvorne stranice od 24. srpnja 2014. (Wayback Machine)
- Muladhara  Arhivirana inačica izvorne stranice od 13. kolovoza 2007. (Wayback Machine)